# Estado de Asorgli

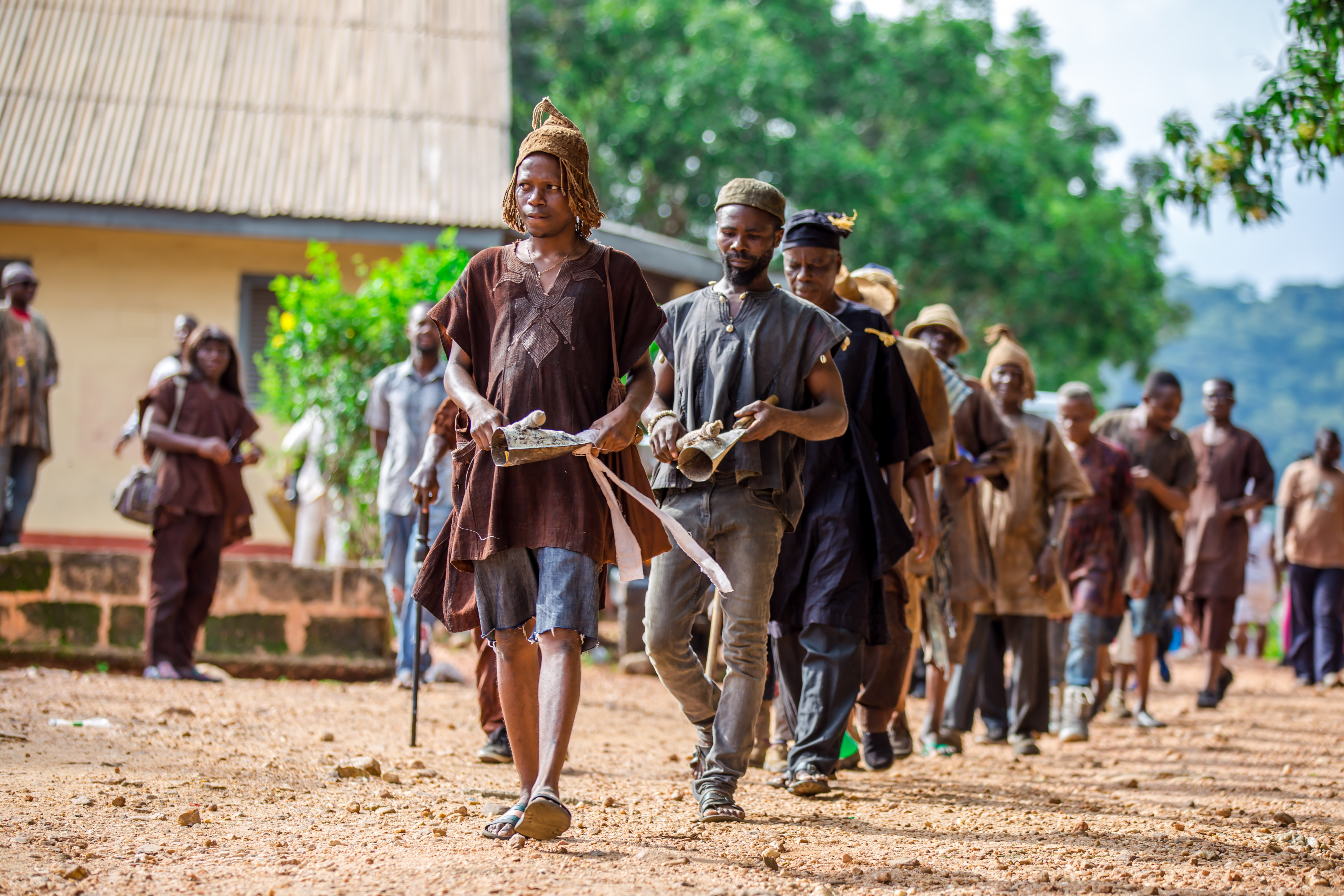
Estado de Asorgli celebrando o Festival do Novo Iam

Estado de Asorgli é uma área tradicional da região do Volta em Gana fundada por falantes dos dialetos eués. Sua capital é a cidade de Ho e é sede do rei abobomefia.